# Filgrastim
Filgrastim is een geneesmiddel afgeleid van het menselijke granulocyt-koloniestimulerende factor (G-CSF); dit is een proteïne dat de productie, afgifte en differentiatie van bepaalde witte bloedcellen, namelijk neutrofiele granulocyten, door het beenmerg reguleert.
De stof is opgenomen in de lijst van essentiële geneesmiddelen van de WHO.

## Productie
Filgrastim wordt vervaardigd door recombinant DNA-techniek. Het gen voor humane granulocyt-koloniestimulerende factor wordt ingebracht in het genetisch materiaal van de bacterie Escherichia coli. Het G-CSF dat E. coli dan aanmaakt gelijkt sterk op lichaamseigen G-CSF. De keten van aminozuren is dezelfde, op een extra terminaal methionine na.
Filgrastim werd in 1991 in Nederland geregistreerd. De originele producent is Amgen (merknaam: Neupogen). Inmiddels is het verkrijgbaar als generiek geneesmiddel, zoals Grastofil® een biosimilar.

## Toepassingen
Filgrastim wordt gebruikt voor de behandeling van neutropenie, d.i. een tekort aan neutrofiele granulocyten. Neutropenie kan optreden als gevolg van chemotherapie en beenmergtransplantatie, en met filgrastim kan men de periode waarin dit tekort optreedt, reduceren en het risico op infecties in die periode verlagen. Het wordt ook toegediend aan patiënten met een vergevorderde hiv-infectie voor de behandeling van aanhoudende neutropenie, om de kans op bacteriële infecties te verminderen wanneer andere behandelingen ongeschikt blijken.
Het effect van filgrastim is dosisafhankelijk en reversibel; als men stopt met de toediening valt het aantal neutrofielen binnen enkele dagen terug op het normale niveau.
Filgrastim kan ook gebruikt worden om de afgifte van bloedstamcellen door het beenmerg naar het perifere bloed te versnellen. Dit kan gebruikt worden bij donoren van bloedstamcellen voor transplantaties.

## Waarschuwing na registratie
In september 2013 waarschuwde de firma Amgen in een brief voor het optreden van het capillaire-lek-syndroom (CLS).

## Verwante middelen
- pegfilgrastim, conjugaat van filgrastim met polyethyleenglycol (PEG).
- lipegfilgrastim, een gePEGyleerde en geglycosyleerde vorm van filgrastim
- lenograstim (Granocyte), G-CSF geproduceerd door genetisch gemodificeerde ovariumcellen van de Chinese dwerghamster.